# Ивановка (Вольский район)
Ивановка — село в Вольском районе Саратовской области России. Входит в состав Кряжимского муниципального образования. Основана в XVIII веке.

## География
Село находится в северо-восточной части Саратовского Правобережья, в пределах Приволжской возвышенности, на правом берегу реки Алай, на расстоянии примерно 33 километров (по прямой) к северо-западу от города Вольска. Абсолютная высота — 71 метр над уровнем моря.
Климат
Климат характеризуется как умеренно континентальный с холодной малоснежной зимой и жарким сухим летом. Среднегодовая температура воздуха — 5,1 °C. Абсолютный минимум температуры воздуха самого холодного месяца (января) составляет −43 °C; абсолютный максимум самого тёплого месяца (июля) — 39 °C. Безморозный период длится в течение 147 дней в году. Среднегодовое количество атмосферных осадков — 417 мм, из которых 230 мм выпадает в период с апреля по октябрь. Снежный покров держится в среднем 143 дня в году.
Часовой пояс
Село Ивановка, как и вся Саратовская область, находится в часовой зоне МСК+1. Смещение применяемого времени относительно UTC составляет +4:00.

## Население
| 2002 | 2010 |
| ---- | ---- |
| 153  | ↘98  |

Половой состав
По данным Всероссийской переписи населения 2010 года в половой структуре населения мужчины составляли 53,1 %, женщины — соответственно 46,9 %.
Национальный состав
Согласно результатам переписи 2002 года, в национальной структуре населения русские составляли 48 % из 153 чел., азербайджанцы — 33 %.